# Crenopanimerus
Crenopanimerus is een muggengeslacht uit de familie van de motmuggen (Psychodidae).

## Soorten
- C. lucens Vaillant, 1983
- C. quadripunctatus (Banks, 1907)